# Жакеро, Франсуаза
Франсуа́за (Фа́нни) Жакеро́ (фр. Françoise "Fanny" Jaquerod; род. 4 августа 1963) — швейцарская паралимпийская горнолыжница, двукратная чемпионка Паралимпийских игр, позже кёрлингистка на колясках.

## Горные лыжи
На зимних Паралимпийских играх 1988 года в Инсбруке Франсуаза Жакеро завоевала две золотые медали в соревнованиях по горным лыжам в категории LW10 (сидя): в гигантском слаломе (с результатом 1:14.65) и в слаломе (с результатом 2:19.79).

## Кёрлинг на колясках
В составе сборной Швейцарии участник зимних Паралимпийских игр 2022 года, а также нескольких чемпионатов мира. Неоднократный чемпион Швейцарии. В составе смешанной парной сборной Швейцарии участник чемпионата мира 2025. Чемпион Швейцарии по кёрлингу на колясках среди смешанных пар.
В «командном» кёрлинге на колясках (команда из четырёх человек) играет в основном на позициях первого и второго.

### Достижения
- Чемпионат Швейцарии по кёрлингу на колясках: золото (2019, 2020, 2023), серебро (2024), бронза (2025).
- Чемпионат Швейцарии по кёрлингу на колясках среди смешанных пар: золото (2025), бронза (2023).

### Команды
| Сезон                                 | Четвёртый        | Третий            | Второй             | Первый             | Запасной                                                       | Турниры                            |
| ------------------------------------- | ---------------- | ----------------- | ------------------ | ------------------ | -------------------------------------------------------------- | ---------------------------------- |
| 2018—19                               | Raymond Pfyffer  | Philippe Bétrisey | Patrick Delacretaz | Франсуаза Жакеро   | Ханс Бургенер                                                  | ЧШК 2019                           |
| 2018—19                               | Raymond Pfyffer  | Ханс Бургенер     | Eric Decorvet      | Франсуаза Жакеро   | Adelah Al Roumi тренеры: Штефан Пфистер, Anne Gabriele Mittaz  | ЧМК 2019 (5 место)                 |
| 2019—20                               | Raymond Pfyffer  | Ханс Бургенер     | Франсуаза Жакеро   | Bernard Moriset    | Patrick Delacretaz                                             | ЧШК 2020                           |
| 2019—20                               | Raymond Pfyffer  | Ханс Бургенер     | Франсуаза Жакеро   | Eric Decorvet      | Adelah Al Roumi тренеры: Штефан Пфистер, Lukas Haggenmacher    | ЧМК 2020 (11 место)                |
| 2020—21                               | Eric Decorvet    | Ханс Бургенер     | Франсуаза Жакеро   | Лоран Кнойбюль     | Patrick Delacretaz тренеры: Штефан Пфистер, Lukas Haggenmacher | ЧМК-Б 2021 · ЧМК 2021 (12 место)   |
| 2021—22                               | Ханс Бургенер    | Лоран Кнойбюль    | Франсуаза Жакеро   | Cynthia Mathez     | Patrick Delacretaz тренер: Штефан Пфистер                      | ЗПИ 2022 (11 место)                |
| 2022—23                               | Франсуаза Жакеро | Ханс Бургенер     | Léo Gottet         | Patrick Delacretaz |                                                                | ЧШК 2023                           |
| 2023—24                               | Léo Gottet       | Франсуаза Жакеро  | Patrick Delacretaz | Martin Bieri       |                                                                | ЧШК 2024                           |
| 2024—25                               | Eric Décorvet    | Didier Recordon   | Франсуаза Жакеро   | Alain Guex         | Kamilou Issaka                                                 | ЧШК 2025                           |
| Кёрлинг для смешанных пар на колясках |                  |                   |                    |                    |                                                                |                                    |
| 2022—23                               | Франсуаза Жакеро | Eric Décorvet     |                    |                    |                                                                | ЧШСПК 2023                         |
| 2022—23                               | Франсуаза Жакеро | Eric Décorvet     |                    |                    |                                                                | ЧШСПК 2024 (7 место)               |
| 2024—25                               | Франсуаза Жакеро | Eric Décorvet     |                    |                    | тренеры (ЧМКСП): Stefan Meienberg, Катя Швейцер                | ЧШСПК 2025 · ЧМКСП 2025 (14 место) |

(скипы выделены полужирным шрифтом)